# 선형 열차 제어

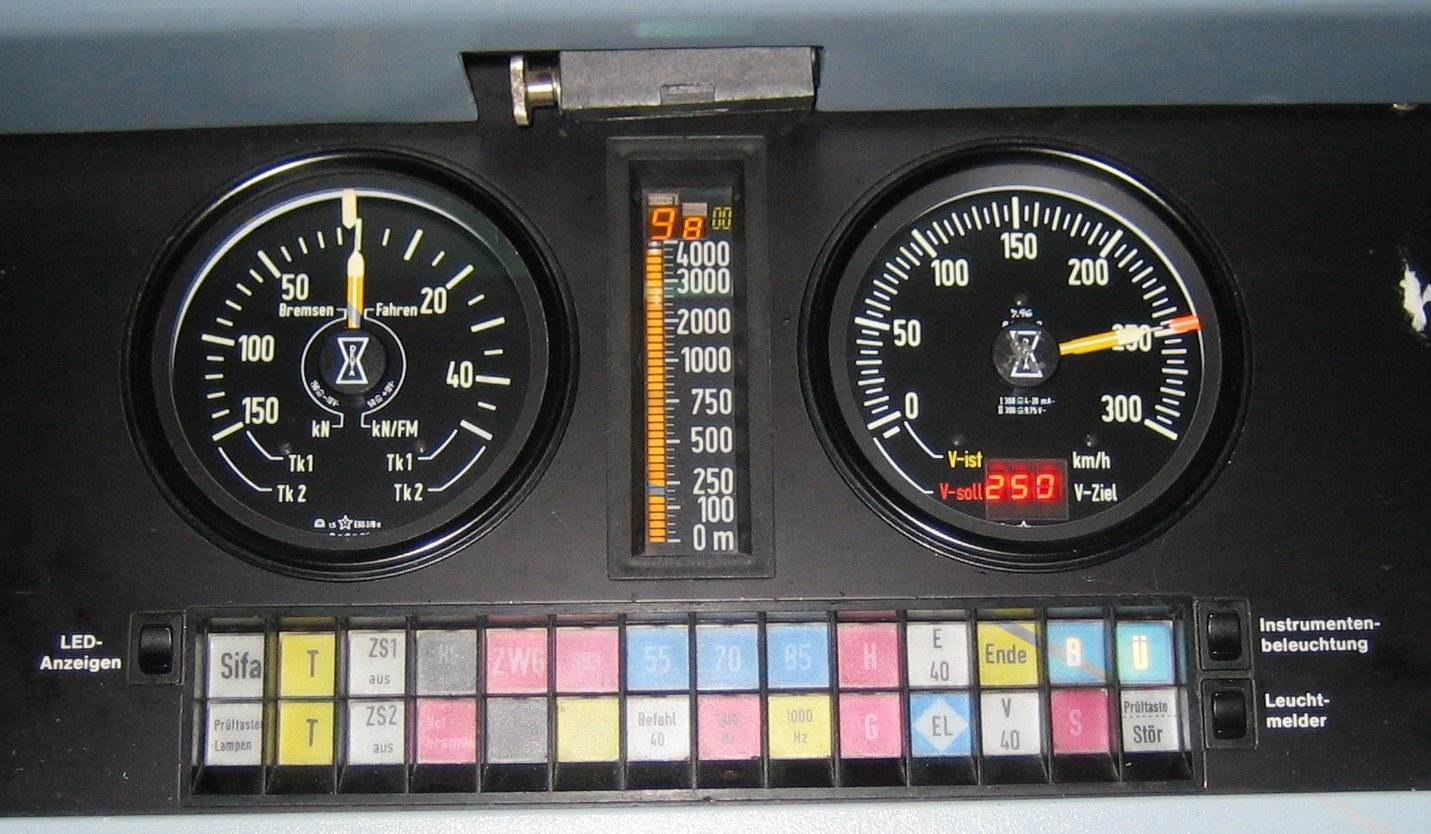
LZB를 사용하는 ICE 2 열차의 계기판.

선형 열차 제어(독일어: Linienförmige Zugbeeinflussung, LZB)는 독일과 스페인, 네덜란드의 선별된 고속철도에 사용하는 철도 신호시스템으로서 독일 지멘스사에서 개발했다. 신호시스템은 Distance to Go 방식에 의해 운행되며,  5개의 ATC운전모드(Yard, MCS, Auto, FA, 및 AR)를 갖는다.

## 국내 적용 노선
LZB 신호시스템은 AF궤도회로를 사용해 적은 거리에서도 효율적인 운용이 가능하다는 장점이 있어 도시철도에서 많이 운용된다. 국내에 운용중인 노선은 다음과 같다.
- 인천 도시철도 1호선
- 대전 도시철도 1호선
- 서울 지하철 2호선

## 같이 보기
- 자동 열차 방호 장치